# Ota I. Míšeňský
Ota (Otto) I. Míšeňský též Ota I. Výmarsko-Orlamündský (německy Otto I. von Weimar / von Orlamünde, † 1067 ) z rodu Výmarských byl v letech 1062 až 1067 hrabětem z Výmaru-Orlamünde a míšeňským markrabětem.

## Život
Narodil se jako mladší syn hraběte Viléma III. Výmarského († 1039) a Ody Lužické, dcery markraběte Dětmara II.
Před rokem 1060 se oženil s Adélou Brabantskou († 1083), dcerou Lamberta II. Lovaňského 
Po Otově smrti se ovdovělá Adéla v roce 1069 podruhé provdala za Deda I. Lužického.

## Potomstvo
- Adéla Výmarská z Orlamünde († 1100)
  - 1. manželství: Adalbert II. Ballenstedtský (Askánci), † kolem roku 1080
  - 2. manželství: falckrabě Heřman II. Lotrinský (Ezzonové), † 1085
  - 3. manželství: Jindřich II. z Laachu Heinrich II. z Laachu (Wigerichovci, vedlejší inie: lucemburská hrabata od 10. do první poloviny 12. století), † 1095

- Oda († 1111)
  - provdána za markraběte Ekberta II Míšeňského (Brunovci), † 1090

- Kunhuta (* 1055; † 1140)
  - 1. Manželství: kníže Jaropolk Vladimirský a Turovský, † 1086, syn Izjaslava I. (Rurikovci)
  - 2. Manželství: hrabě Kuno z Beichlingenu, † 1103 (Northeimští)
  - 3. Manželství: markrabě Wiprecht II. Grojčský, † 1124